# البوعلوان (مدينة)
البوعلوان هي قرية عراقية تقع جنوب العاصمة بغداد تبعد مسافة 18 كم شمال مدينة الحلة، يبلغ عدد سكانها زهاء 20 ألف نسمة.
سمية بهذا الاسم لأن أول من سكن المنطقة هم من عشيرة البوعلوان التي ترجع إلى عشيرة الدليم في محافظة الأنبار غربي العراق. واشتهر بهذا الاسم وبعدها سكنت بقية العشائر بالقرب منها وتصاهروا وتزاوجوا من الجيران والأصدقاء فأصبحت بتزايد أعداد، يحيط بالقرية نهر الفرات، يمر بها شارع واحد من جهة (بيت أبو الطيارة) فيمر داخل المنطقة ويخرج من الجهة الثانية متصلا بالشارع العام حله _ بغداد مقابل قرية الخاتونية.
اليوم[متى؟] يسكن قرية البوعلوان أكثر من 16 عشيرة، يتميز أهل القرية بالطيب والكرم وحسن الضيافة، تتضمن 4 مدارس ومستوصف طبي واحد و3 محطات ماء شرب. كانت القرية تشتهر بالزراعة لكن نقص الحصة المائية وانخفاض منسوب مياه نهر الفرات أدى إلى تراجع الزراعة فيها.